# Onoba gianninii
Onoba gianninii é uma espécie de molusco pertencente à família Rissoidae.
A autoridade científica da espécie é Nordsieck, tendo sido descrita no ano de 1974.
Trata-se de uma espécie presente no território português, incluindo a zona económica exclusiva.